# Латкар, Сулочана
Сулочана Латкар (англ. Sulochana Latkar, маратхи सुलोचना लाटकर), более известная как просто Сулочана (30 июля 1928, Кхадаклат, Британская Индия — 4 июня 2023, Мумбаи) — индийская актриса

, снявшаяся более чем в 250 фильмах. Начала свою карьеру в кино на маратхи, а в конце 1970-х — начале 1980-х годов прославившаяся в образе матери в фильмах на хинди. Впервые появилась на экране в фильме Chimukla Sansar 1943 года.
В 1999 награждена четвёртой по высоте гражданской наградой Индии Падма Шри. В 2003 году была удостоена награды Читрабхушан по случаю годовщины со дня рождения Бабурао Пейнтера, одного из основателей современной киноиндустрии на маратхи.
В 2009 году она была удостоена премии Махараштра Бхушан за заслуги в области кино.

## Биография
Актриса родилась в деревне Кхадаклат недалеко от границы округов Колхапур-Белгаум. Её отец был сотрудником полиции. В детстве её называли разными прозвищами, и имя Сулочана она стала использовать только после переезда в Колхапур. Когда ей было 13, их деревню эвакуировали из-за чумы, и семья поселилась в Чикоди. Там мать Сулочаны попросила знакомого найти девочке работу в кино. Первое время ей было сложно, так как она была не грамотной и могла говорить безупречно.
Когда студия Praful Pictures переехала в Бомбей, Сулочана осталась без работы и вышла замуж в 14 лет. При поддержке мужа, она начала работать на Jayprabha Studio Бхалджи Пендхаркара, где научилась правильно ходить, говорить, ездить верхом и биться на мечах.
Скончалась 4 июня 2023 года на 95-м году жизни.